# Georg Sluyterman
Georg Sluyterman von Langeweyde, född 13 april 1903 i Essen, död 5 januari 1978 i Bendestorf,  var en grafiker, målare, illustratör och visdiktare. Han var medlem av NSDAP från maj 1928 och även SA. Han gjorde flera träsnitt och propagandabilder, ofta med nazistiska och nationalromantiska teman. Han medverkade vid nästan alla upplagor av Große Deutsche Kunstausstellung i München. 